# Valentina Bulc
Valentina Prado Bulc (Brasília, 7 de novembro de 1999) é uma atriz brasileira. Ficou conhecida por participar de Malhação: Pro Dia Nascer Feliz em 2016. Atuou em Jesus (2018) e outros projetos, até ser reconhecida por seu desempenho em Salve-se Quem Puder (2020).

## Biografia
"Eu nunca tinha feito participação em nada. Nem em teatro, novela, cinema, série, canal do Youtube... Nunca tinha feito publicidade ou cinema, nada. ‘Malhação’ foi minha primeira chance, meu primeiro teste e eu tive uma sorte absurda"

— Bulc, após passar no teste da série.
Bulc nasceu em Brasília, Distrito Federal, em 7 de novembro de 1999, mas foi criada no Rio de Janeiro, no estado homônimo, onde mora desde os 6 anos de idade. Ela é filha da atriz brasileira Adriana Prado e do empresário franco-croata Milko Bulc. Valentina tem um meio-irmão paterno caçula chamado Alexy Bulc.
Ela é fluente em quatro línguas: português, francês, inglês e alemão. Valentina não pretendia seguir a profissão de sua mãe, mas, depois de fazer um curso experimental de teatro, iniciou a sua carreira nas artes cênicas. Em 2017, prestou vestibular e passou em 11º lugar para o curso de bacharel em Cinema na Pontifícia Universidade Católica do Rio de Janeiro (PUC-Rio).

## Carreira de atriz
Passou em 2016 em um teste para Malhação: Pro Dia Nascer Feliz da Rede Globo, tendo que aderir dreads aos cabelos para interpretar Belinha.
Em 2018, fez participações na novela O Outro Lado do Paraíso da Rede Globo e no humorístico Os Suburbanos, do canal Multishow. Também integrou o elenco da novela bíblica Jesus, da RecordTV, como Salomé.
Em 2019, fez parte do elenco principal de Eu, a Vó e a Boi, onde interpreta Demimur e faz par romântico com o ator Daniel Rangel. A série, uma criação de Miguel Falabella, foi lançada exclusivamente no serviço de streaming Globoplay. 
Logo após o êxito nesse último papel no projeto do Globoplay, recebeu o convite para interpretar a ginasta artística Bia em Salve-se Quem Puder, da Rede Globo. Para a composição da personagem, a atriz teve que aprender movimentos e técnicas do esporte.  Na novela, a atriz faz pela segunda vez par romântico com o ator Daniel Rangel.

## Vida pessoal
Em 2018, em uma entrevista à revista Quem, declarou ser feminista.
Namora desde 2020 o economista e acadêmico João Saad. Em entrevista ao portal Gshow, a atriz declarou que João foi um "crush" desde a infância.
Entusiasta por um estilo de vida saudável, Valentina é ativista pelos direitos dos animais e é vegana. Ela também pratica yoga diariamente e, ocasionalmente, surfa. 

## Filmografia

### Televisão
| Ano     | Título                         | Personagem                | Notas                              |
| ------- | ------------------------------ | ------------------------- | ---------------------------------- |
| 2016–17 | Malhação: Pro Dia Nascer Feliz | Isabela Rochedo (Belinha) |                                    |
| 2018    | O Outro Lado do Paraíso        | Eloá                      |                                    |
| 2018    | Os Suburbanos                  | Jéssica                   | Episódio: "De Volta para o Futuro" |
| 2018    | Jesus                          | Salomé Agripa             |                                    |
| 2019    | Eu, a Vó e a Boi               | Demimur Cabello           |                                    |
| 2020-21 | Salve-se Quem Puder            | Beatriz Romantini (Bia)   |                                    |
| 2025    | Reis                           | Rebeca                    | Fase: “A Esperança”                |

### Videoclipes
| Ano  | Videoclipe   | Artista |
| ---- | ------------ | ------- |
| 2019 | "Minha Bela" | Pacheco |